# Malyj Civil'
Il Malyj Civil' (in russo Ма́лый Циви́ль?; in ciuvascio: Kĕçĕn Çaval) è un fiume della Russia europea centrale, affluente di destra del Civil'. Scorre nei rajon Vurnarskij, Kanašskij e Civil'skij della Repubblica Ciuvascia.
Il fiume nasce dalla confluenza dei fiumi Enel'ka e Sidel'. Ha una lunghezza di 129 km, l'area del suo bacino è di 1450 km². Scorre per metà del suo corso in direzione nord-orientale, poi gira a nord. Sfocia nel Civil' a 55 km dalla foce, presso la città di Civil'sk.